# Giacomo Meyerbeer

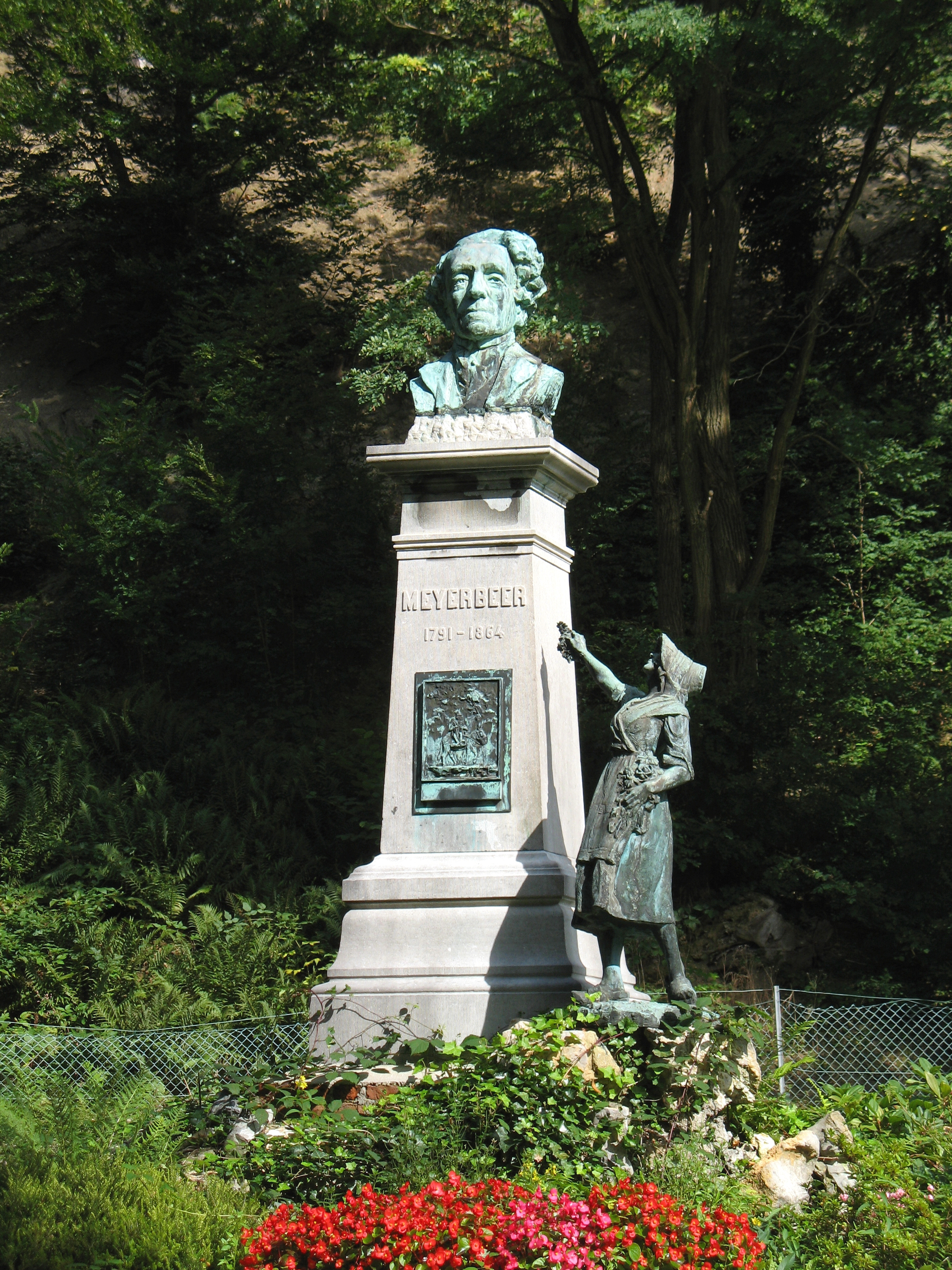
Meyerbeerův pomník v belgických lázních Spa, které skladatel často navštěvoval

Giacomo Meyerbeer, rodným jménem Jacob Liebmann Beer (5. září 1791, Tasdorf u Berlína – 2. května 1864, Paříž), byl německo-francouzský operní skladatel a dirigent žijící převážně ve Francii.
Meyerbeer byl představitelem francouzského žánru velké opery (grand opéra), který vznikl ve 20. letech 19. století. Jeho operní hudba je vynalézavá a efektní a vždy graduje dramatický účinek. Jeho opery v sobě spojovaly tehdejší umělecký vkus třech velkých evropských zemí – Francie, Itálie a Německa.
Meyerbeerova hudba však později, ovšem až dlouho po jeho smrti, upadla na několik desítek let do zapomnění. Do určité míry k tomu přispělo ideologicky motivované, dokonce antisemitské nepřátelství, spojené se skladatelovým židovským původem. Tento odpor proti Meyerbeerovi byl také živen výhradami vůči jeho hudebnímu a dramatickému pojetí, které vyslovoval například Richard Wagner. I po druhé světové válce se jeho opery pro svou značnou inscenační náročnost objevovaly na operních jevištích poměrně zřídka. Bylo však vydáno mnoho nahrávek jeho čtyř velkých oper i drobnějších komických kusů jako je Dinorah (1859). Na světových operních scénách se v současnosti poměrně často objevují zmíněné čtyři velké Meyerbeerovy opery – kromě Hugenotů z roku 1836 také Robert ďábel (poprvé uveden 1831), Prorok (z roku 1849) a Afričanka (uvedena posmrtně v roce 1865).

## Život a dílo
Giacomo Meyerbeer se narodil v zámožné židovské berlínské rodině jako Jacob Liebmann Beer. Jeho otec, Jacob Herz Beer (1769–1825), byl židovský bankéř a výrobce cukru. Jeho matka, Amalia („Malka“) Beerová (1767–1854) také pocházela z bohaté rodiny. Narodil se jí 5. září 1791 v kočáře ve vesnici Tasdorf během cesty z Berlína do Frankfurtu nad Odrou. Mezi další děti manželů Beerových patřili astronom Wilhelm Beer a básník Michael Beer.
Od mládí byl odhodlaný stát se hudebníkem, ale musel se rozhodovat mezi dráhou interpreta a skladatele. Jméno Meyer spojil se svým původním příjmením po smrti svého praděda z matčiny strany, obchodníka jménem Liepmann Meyer Wulff, kterého obdivoval.
Po studiích v Německu využil svého zděděného bohatství k cestám po Evropě a návštěvám tehdejších význačných operních domů. Setkával se s vůdčími hudebními skladateli té doby, mimo jiné s Ludwigem van Beethovenem a Gioacchinem Rossinim. Pařížská opera uvedla jeho dílo Robert ďábel („Robert le diable“, 1831). Libreto k ní napsal francouzský dramatik Eugène Scribe, se kterým se Meyerbeer seznámil již několik let předtím a který s ním pak spolupracoval i na dalších jeho operách. Robert ďábel je jednou z prvních oper tehdy nového žánru zvaného grand opéra. Od svého usídlení ve Francii byl skladatel nazýván Giacomo Meyerbeer. V tehdejším centru evropské kultury Paříži následovaly další jeho opery: Les Huguenots („Hugenoti“, 1836), Le Prophète („Prorok“, 1849) a pozdě dokončené dílo L'Africaine („Afričanka“), které mělo pařížskou premiéru až v roce 1865, po skladatelově smrti.
Za nacistické nadvlády v Německu a v okupovaných zemích Evropy včetně Francie byla Meyerbeerova díla zakázána pro autorův židovský původ. Kromě hudebního odkazu jsou významné také jeho rozsáhlé deníky a korespondence.
Giacomo Meyerbeer zemřel 2. května 1864 v Paříži během příprav k uvedení opery L'Africaine, na které pracoval již 20 let a jež byla uvedena až v roce 1865. Na skladatelovo přání bylo jeho tělo po smrti převezeno do Berlína, kde žila Meyerbeerova rodina. Skladatel byl pohřben na berlínském židovském hřbitově Jüdischer Friedhof Schönhauser Allee. V Paříži se předtím konala smuteční slavnost.

## Významná díla

### Opery

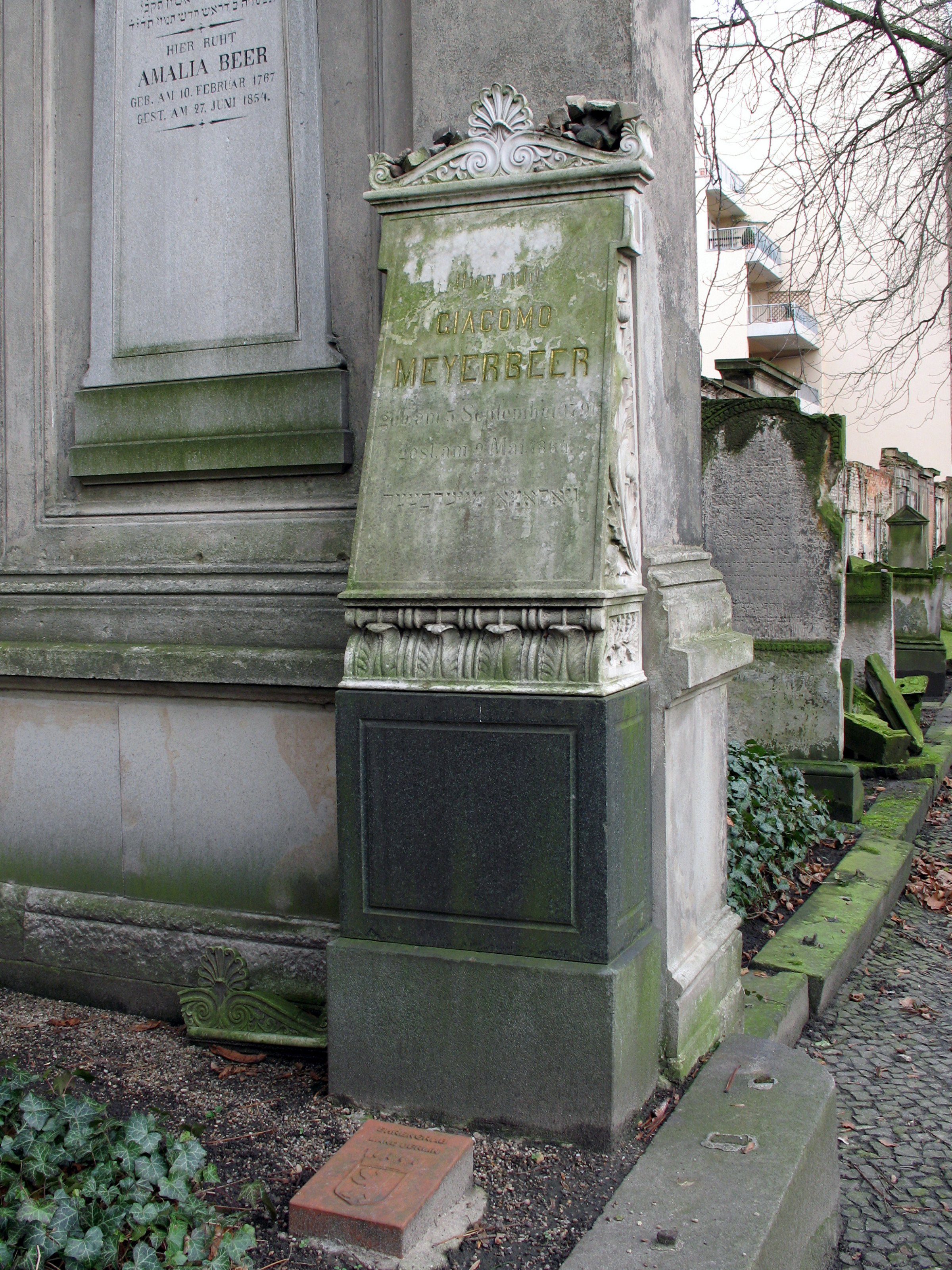
Hrob Giacoma Meyerbeera v Berlíně (Jüdischer Friedhof Schönhauser Allee)

- Jeftův slib (Jephtas Gelübte); 1812
- Hostinský a host (Wirt und Gast); 1813
- Braniborská brána (Das Brandenburger Tor); 1814
- Romilda e Costanza; 1817
- Semiramide riconosciuta; 1819
- Emma di Resburgo; 1819
- Margherita d'Anjou; 1820
- L'Almanzore; 1820–1821
- L'esule di Granata; 1821
- Křižák v Egyptě (Il crociato in Egitto); 1824
- Robert ďábel (Robert le diable); 1831
- Hugenoti (opera) (Les Huguenots); 1836
- Tábor ve Slezsku (Ein Feldlager in Schlesien); 1844
- Prorok (opera) (Le prophète); 1849
- Hvězda Severu (L'Étoile du Nord); 1854
- Dinora aneb Pouť na Ploermel (Dinorah ou Le pardon de Ploërmel); 1859
- Afričanka (L'Africaine); uvedena posmrtně v roce 1865

### Německá literatura
- Heinz Becker: Giacomo Meyerbeer in Selbstzeugnissen und Bilddokumenten. Rowohlt, Reinbek 1980, ISBN 3-499-50288-7.
- Werner Michael Blumenthal: Die unsichtbare Mauer. Die dreihundertjährige Geschichte einer deutsch-jüdischen Familie. 4. Aufl. Dtv, München 2004, ISBN 3-423-30788-9.
- Anselm Gerhard: Die Verstädterung der Oper. Paris und das Musiktheater des 19. Jahrhunderts. Metzler, Stuttgart 1992, ISBN 3-476-00850-9.
- Berndt W. Wessling: Meyerbeer. Wagners Beute – Heines Geisel. Droste, Düsseldorf 1984, ISBN 3-7700-0652-6.
- Reiner Zimmermann: Giacomo Meyerbeer. Eine Biografie nach Dokumenten. Edition Parthas, Berlin 1991, ISBN 3-932529-23-5.